# 聖安娜縣 (厄瓜多爾)
1°16′S 80°22′W / 1.267°S 80.367°W
聖安娜縣（西班牙語：Cantón Santa Ana），是厄瓜多爾的縣份，位於該國西部，由馬納比省負責管轄，面積1,022平方公里，2001年普查人口總數為45,287人，該縣份人口密度為每平方公里44.31人。